# Live at the Heartbreak Hotel
Albums de The Pretty Things
Cross Talk
(1980) Out of the Island
(1987)
Live at the Heartbreak Hotel est un album live des Pretty Things enregistré et sorti en 1984.

## Titres

### Face 1
1. Big Boss Man (Smith, Dixon) – 4:15
2. Midnight to Six Man (May, Taylor) – 3:18
3. I'm a King Bee (Moore) – 5:45
4. Honey I Need (Smithling, Taylor, Button) – 2:55
5. Shakin' All Over (Heath) – 3:55
6. Rosalyn (Duncan, Farley) – 2:17

### Face 2
1. Road Runner (McDaniel) – 2:56
2. Mamma (Keep Your Big Mouth Shut) (McDaniel) – 2:11
3. Rainin' in My Heart (Moore) – 4:05
4. Round 'n' Round (Berry) – 2:50
5. Don't Bring Me Down (Dee) – 5:58
6. Mona (I Need You Baby) (McDaniel) – 5:58

## Musiciens
- Phil May : chant
- Dick Taylor : guitare
- Joe Shaw : guitare
- Dave Wintour : basse
- John Clark : batterie
- David Wilki : claviers
- Kevin Flanagan : saxophone
- John Elstar : harmonica